# Taki
Taki eller oxgems (Budorcas taxicolor) är ett partåigt hovdjur som tillhör underfamiljen Caprinae. Djuret har tidigare ansetts vara myskoxens närmaste släkting, men senare forskning baserad kring mitokondriellt DNA visar på närmare släktskap med får. Takin är Bhutans nationaldjur.

## Kännetecken

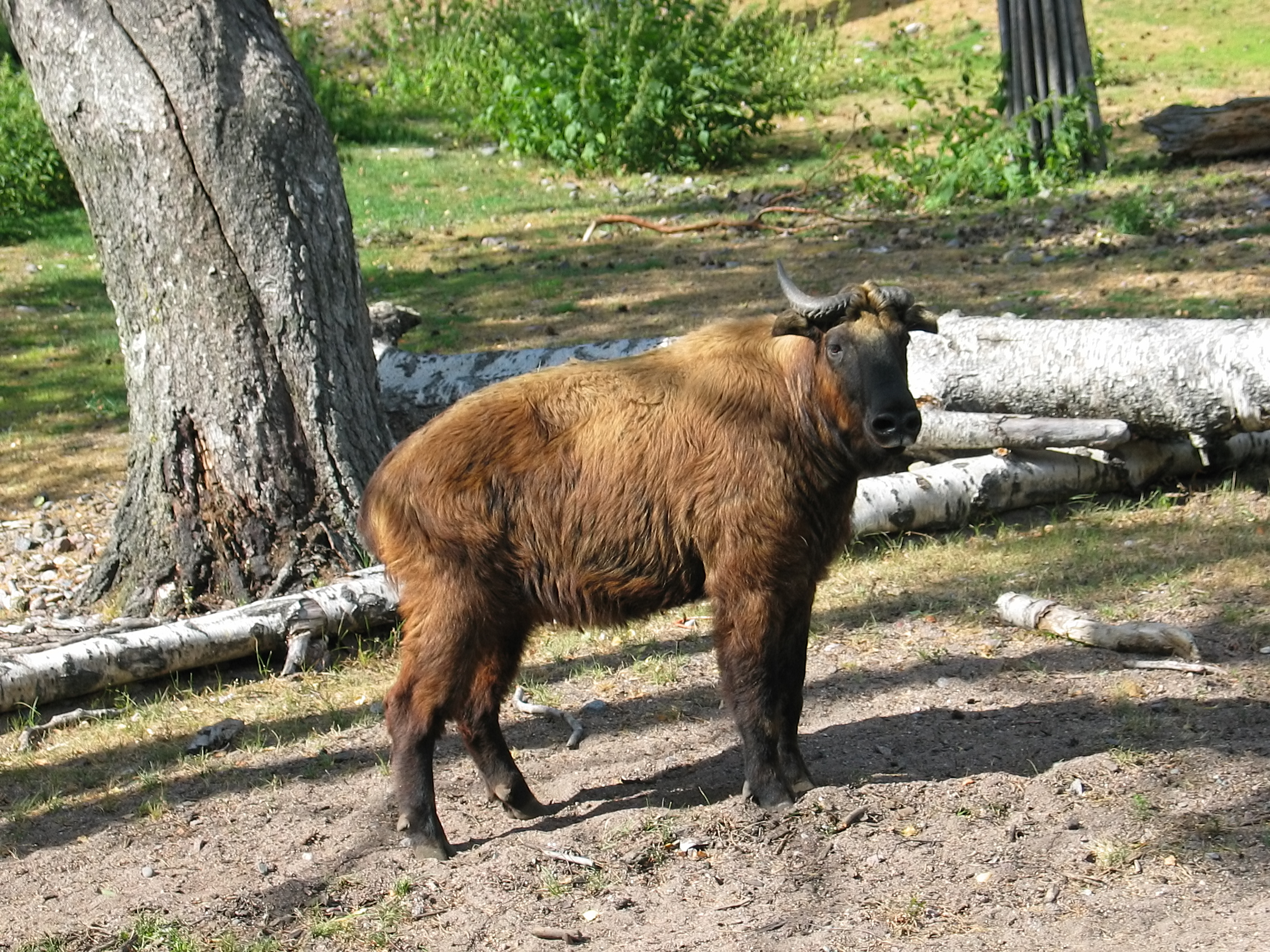
En taki på Högholmens djurgård i Helsingfors (Finland).

Djuret har en grov kroppsbyggnad och liknar mera ett nötkreatur än en get. Kroppslängden ligger mellan 1 och 2,3 meter, och därtill kommer en 7 till 12 centimeter lång svans. Mankhöjden ligger mellan 70 och 140 centimeter och vikten mellan 150 och 400 kilogram. Pälsens färg varierar beroende på utbredningsområdet mellan ljusbrun, rödaktig, gulaktig och svartbrun. På djurets rygg finns en längsgående smal strimma som är mörkare. Extremiteterna är jämförelsevis korta och hovarna breda. Hos bägge kön finns kraftiga horn. De växer först till sidan och sedan uppåt och bakåt.

## Utbredning och habitat
Takin lever i bergsregioner öster om Himalayas huvuddel. Utbredningsområdet sträcker sig över nordöstra Indien, Bhutan och norra Myanmar samt över sydvästra Kina, alltså östra Tibet och delar av provinserna Gansu, Shaanxi, Sichuan och Yunnan. Arten vistas i höjder mellan 1000 och 4250 meter över havet men vanligen i närheten av trädgränsen. Under vintern vandrar den vanligen till lägre regioner med tätare växtlighet.

## Levnadssätt och föda
Takier letar vanligen på morgonen och senare på eftermiddagen efter föda, vid kallt väder även mitt på dagen. Under sommaren bildas stora flockar av upp till 200 individer som består av honor, ungdjur och unga hannar. Äldre hannar lever ensamma och ansluter sig bara för parningen som sker under sensommaren till en av flockarna. Under vintern delas flocken i mindre grupper med fyra till tjugo exemplar.
Födan utgörs på sommaren av blad från träd och buskar samt under vintern av kvistar och barr.

## Fortplantning
Efter dräktigheten som varar i sju till åtta månader föder honan vanligen bara ett ungdjur, tvillingar förekommer sällan. Ungdjuret följer modern redan efter några dagar och efter ett till två månader börjar ungdjuret med fast föda. Efter ungefär nio månader slutar honan att ge di och efter cirka 2,5 år är ungarna könsmogna.

## Takin och människan
Det största hotet utgörs av förstöringen av levnadsområdet samt av jakt. IUCN listar arten som sårbar (vulnerable) och två av artens fyra underarter som starkt hotade (endangered).
I några avhandlingar förekommer påståendet att det gyllene skinnet som blir omnämnt i grekisk mytologi syftar på päls från en taki. Teorin uppkom troligtvis på grund av den gyllene pälsen som finns hos en av underarterna. Å andra sidan är det inte sannolikt att grekerna redan vid denna tid hade kännedom om dessa djur från östra Asien.

## Systematik
Artens ställning i underfamiljen är inte utredd. På grund av överensstämmelser i kroppsbyggnaden och skallens form anses ibland myskoxen som artens närmaste släkting, men teorin är omstridd.
Inom arten skiljs mellan fyra underarter.
- Budorcas taxicolor bedfordi, kännetecknas av en gyllene päls och lever i Kina. Underarten gäller som starkt hotad.
- B. t. taxicolor, förekommer i Kina, Indien och Burma och räknas likaså som starkt hotad.
- B. t. tibetana, finns i Kina.
- B. t. whitei, lever i Bhutan och angränsande regioner av Kina och Indien.